# Armel Koulara
Armel N'Dinga Koulara Kwanyéllé (N'Djamena, 15 agosto 1989) è un ex calciatore ciadiano, di ruolo portiere.

## Carriera

### Club
Comincia a giocare nelle giovanili del Faucon Sporting. Nel 2000 viene acquistato dal Gazzelle. Dopo quattro stagioni con le giovanili, nel 2004 passa alla prima squadra. Nel 2011 si trasferisce al Tourbillon. Nel 2012 si trasferisce all'AS Coton Chad.

### Nazionale
Debutta in Nazionale il 16 giugno 2007, in Zambia-Ciad.